# Patenthinterhalt
Ein Patenthinterhalt (englisch Patent ambush) tritt auf, wenn ein Unternehmen Schutzrechte bewusst nicht offenlegt, sondern so lange abwartet, bis die geschützte Technik als Standard etabliert ist. Anschließend kann dieses Unternehmen den Lock-in-Effekt der Anderen ausnutzen und die Wertschöpfung an sich reißen.
Aus diesem Grund verlangen Standardisierungsorganisationen meist die Offenlegung von Ansprüchen im Normungsprozess.

## Beispiele
- FTC: Dell-Fall – VESA-Norm
- FTC/EK: Rambus-Fall – SDRAM-Norm
- EK: ETSI GSM 03.19-Fall – GSM-Norm
- EK: Texas Instruments/Qualcomm-Fall – WCDMA-Norm[1]